# Jesús Larrañaga Churruca
Jesús Larrañaga (Urretxu, 1901- Madrid, 21 de gener de 1942) també conegut com a Goierri, fou un dirigent comunista basc.
De família euskaldun, de jovenet va militar a les Euzko Gaztedi, les joventuts del Partit Nacionalista Basc, així com al sindicat ELA-STV. Nogensmenys, abandonà la militància nacionalista per a passar-se al comunisme. Membre de la direcció del PCE, el 1936 fou un dels impulsors de la secció basca del partit, el Partit Comunista d'Euskadi (PCE-EPK), juntament amb Dolores Ibárruri i Juan Astigarrabia. A les eleccions generals espanyoles de 1936 fou elegit diputat per Guipúscoa. Durant la guerra civil espanyola fou nomenat Comissari de Guerra a Gipúscoa, va afusellar als rebels i s'enfrontà al lehendakari José Antonio Aguirre el 1937 per la decisió d'evacuar Euskadi sense lluitar contra les tropes franquistes.
Després de la caiguda del Front Nord, tornà a la zona Centre, on es dedica a tasques organitzatives dins del PCE. Es va oposar a Llevant contra el cop d'estat del coronel Casado i va organitzar l'evacuació de nombrosos militants comunistes.
En acabar la guerra civil va poder exiliar-se a França primer i a Cuba i Nova York després. El 1941 la direcció del Partit Comunista d'Espanya va decidir enviar-lo a l'interior, a Espanya, per reconstruir el partit amb Jesús Hernández i Pedro Checa. Després de viatjar clandestinament en un vaixell portuguès des d'Amèrica va ser detingut per la policia portuguesa a Lisboa i va ser lliurat a les autoritats franquistes espanyoles, qui després d'un consell de guerra el van condemnar a mort. Va ser afusellat al costat d'altres membres de la direcció del del PCE, com Joaquín Valverde, Jesús Gago, Francisco Barreiro Barciela, Eladio Rodríguez González, Manuel Asarta, Jaume Girabau i Isidoro Diéguez Dueñas, a la tàpia del Cementiri de l'Almudena el 1942.